# San Germano Chisone
San Germano Chisone (San German Chison in piemontese, Sant German in occitano) è un comune italiano di 1 695 abitanti della città metropolitana di Torino in Piemonte.
Si trova in Val Chisone.

## Storia
L'attuale territorio comunale fu definito nel 1954 quando il comune di Pramollo, accorpato insieme a Inverso Porte (il primo nel 1927 e l'altro nel 1928), tornò autonomo.

### Simboli
Lo stemma comunale e il gonfalone sono stati concessi con decreto del presidente della Repubblica del 24 aprile 2000.
Elemento fondamentale dello stemma è l'acqua del torrente Chisone, bene prezioso per l'economia locale, dapprima agricola e poi industriale, rappresentata dalle fasce ondate, e il rospo, protagonista di leggende locali, che ricorda il soprannome che caratterizza i sangermanesi, conosciuti come babi ("rospi").
Il gonfalone è un drappo di giallo.

## Società

### Evoluzione demografica
Abitanti censiti

## Amministrazione
Di seguito è presentata una tabella relativa alle amministrazioni che si sono succedute in questo comune.
| Periodo        | Periodo        | Primo cittadino    | Partito                                                        | Carica  | Note  |
| -------------- | -------------- | ------------------ | -------------------------------------------------------------- | ------- | ----- |
| 12 giugno 1985 | 28 maggio 1990 | Roberto Bergeretti | lista civica                                                   | Sindaco | [ 8 ] |
| 28 maggio 1990 | 24 aprile 1995 | Roberto Bergeretti | lista civica                                                   | Sindaco | [ 8 ] |
| 24 aprile 1995 | 14 giugno 1999 | Roberto Bergeretti | centro-sinistra                                                | Sindaco | [ 8 ] |
| 14 giugno 1999 | 14 giugno 2004 | Clara Bounous      | centro-sinistra                                                | Sindaco | [ 8 ] |
| 14 giugno 2004 | 8 giugno 2009  | Clara Bounous      | lista civica                                                   | Sindaco | [ 8 ] |
| 8 giugno 2009  | 26 maggio 2014 | Roberto Bergeretti | lista civica                                                   | Sindaco | [ 8 ] |
| 26 maggio 2014 | 27 maggio 2019 | Flavio Reynaud     | lista civica: San Germano attiva                               | Sindaco | [ 8 ] |
| 27 maggio 2019 | 10 giugno 2024 | Andrea Garrone     | lista civica: Impegno e Responsabilità per San Germano Chisone | Sindaco | [ 8 ] |
| 10 giugno 2024 | in carica      | Flavio Reynaud     | lista civica: San Germano attiva                               | Sindaco | [ 8 ] |

### Altre informazioni amministrative
Il comune faceva parte della Comunità Montana Valli Chisone e Germanasca.